# Jade Daiches Weeks

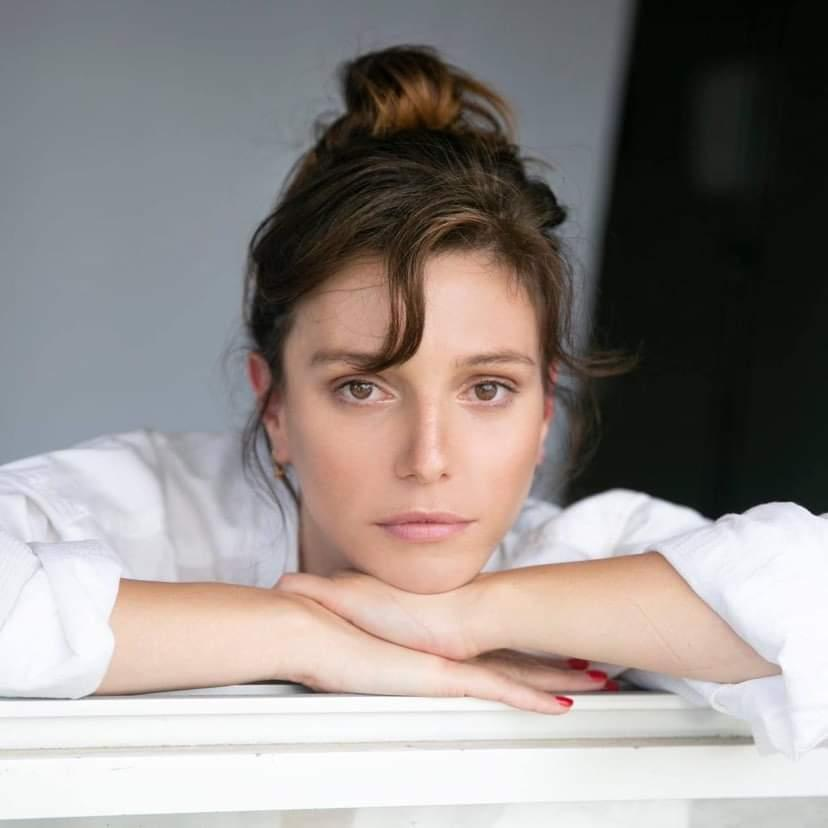
Jade Daiches Weeks

Jade Daiches Weeks (hebräisch ג'ייד דייכס וויקס; * 15. Dezember 1989 in London) ist eine israelische Schauspielerin.

## Leben und Karriere
Jade Daiches Weeks wurde am 15. Dezember 1989 in London geboren.  Sie ist Tochter eines britischen Vaters und einer israelischen Mutter. Im Alter von vier Jahren zog sie mit ihrer Mutter nach Tel Aviv. Als ihre Mutter starb, lebte sie mit ihren Großeltern in Sa'ar. Sie besuchte die Manor-Kabri High School. Ihren Wehrdienst machte sie bei der IDF.
Ihr Debüt gab sie 2016 in dem Kurzfilm Blue in Green. Von 2017 bis 2018 war Weeks in der Serie HaMidrasha zu sehen. 2018 spielte sie in Shilton Hatzlalim mit. Außerdem wurde sie für die Serie Kibutznikim gecastet. 2023 bekam Weeks in dem Film Hila die Hauptrolle.

## Filmografie
Filme
- 2016: Blue in Green
- 2018: Othello's Drool
- 2020: Hinuma
- 2023: Hila

Serien
- 2017–2018: Shababnikim
- 2017–2018: HaMidrasha
- 2018: Shilton Hatzlalim
- 2020: Kibutznikim